# Nagroda Franza Kafki
Nagroda Franza Kafki – międzynarodowa nagroda literacka przyznawana corocznie od 2001 roku, której organizatorem jest czeskie Stowarzyszenie Franza Kafki.
Nagroda, której współorganizatorem jest miasto Praga jest pod patronatem Prezydenta Senatu Parlamentu Republiki Czeskiej i Prezydenta Miasta Pragi przyznawana jest ku czci niemieckojęzycznego powieściopisarza Franza Kafki. Nagrodę wysokości 10 tysięcy dolarów oraz brązową statuetkę – miniaturowy pomnik Franza Kafki w Pradze oraz dyplom, otrzymuje pisarz lub pisarka dowolnej narodowości. Uroczystość wręczenia nagrody odbywa się w praskim ratuszu staromiejskim.
Laureat wybierany jest przez międzynarodowe jury, które spotyka się raz w roku, wybiera spośród siebie jedną osobę która będzie pełnić rolę prezydentury na dany rok i głosują spośród kandydatur. Sposób głosowania (tajność, aklamacja) jest ustalany z góry.  
Celem Nagrody Franza Kafki jest uhonorowanie współczesnych pisarzy, którzy swoją twórczość, tak jak Franz Kafka, kierują do wszystkich czytelników bez względu na ich pochodzenie, narodowość, religię czy kulturę.

## Jury
| Imię i Nazwisko        | Narodowość        |
| ---------------------- | ----------------- |
| Peter Demetz           | Stany Zjednoczone |
| André Derval           | Francja           |
| Marianne Gruber        | Austria           |
| Petr Matoušek          | Czechy            |
| Lorenzo Silva          | Hiszpania         |
| Hans Dieter Zimmermann | Niemcy            |
| Vladimír Železný       | Czechy            |

## Lista laureatów
| Rok  | Imię i nazwisko | Imię i nazwisko  | Państwo           | Język      |
| ---- | --------------- | ---------------- | ----------------- | ---------- |
| 2001 |                 | Philip Roth      | Stany Zjednoczone | angielski  |
| 2002 |                 | Ivan Klíma       | Czechy            | czeski     |
| 2003 |                 | Péter Nádas      | Węgry             | węgierski  |
| 2004 |                 | Elfriede Jelinek | Austria           | niemiecki  |
| 2005 |                 | Harold Pinter    | Wielka Brytania   | angielski  |
| 2006 |                 | Haruki Murakami  | Japonia           | japoński   |
| 2007 |                 | Yves Bonnefoy    | Francja           | francuski  |
| 2008 |                 | Arnošt Lustig    | Czechy            | czeski     |
| 2009 |                 | Peter Handke     | Austria           | niemiecki  |
| 2010 |                 | Václav Havel     | Czechy            | czeski     |
| 2011 |                 | John Banville    | Irlandia          | angielski  |
| 2012 |                 | Daniela Hodrová  | Czechy            | czeski     |
| 2013 |                 | Amos Oz          | Izrael            | hebrajski  |
| 2014 |                 | Yan Lianke       | Chiny             | chiński    |
| 2015 |                 | Eduardo Mendoza  | Hiszpania         | hiszpański |
| 2016 |                 | Claudio Magris   | Włochy            | włoski     |
| 2017 |                 | Margaret Atwood  | Kanada            | angielski  |
| 2018 |                 | Ivan Wernisch    | Czechy            | czeski     |
| 2019 |                 | Pierre Michon    | Francja           | francuski  |
| 2020 |                 | Milan Kundera    | Czechy            | czeski     |
| 2021 |                 | Ivan Vyskočil    | Czechy            | czeski     |